# Гелантиум
Гелантиум (лат. Helanthium)— род растений семейства частуховых (Alismataceae), произрастающих в Западном полушарии. 
По состоянию на август 2025 года выделяют три вида: 
- Helanthium bolivianum (Rusby) Lehtonen & Myllys (Гелантиум боливийский, или Хелантиум боливийский)[3] — южная Мексика, Вест-Индия, Центральная Америка, Южная Америка
- Helanthium tenellum (Mart. ex Schult.f.) J.G.Sm. (Гелантиум нежный)[1] — восточная часть США (от Техаса до Флориды, на север до Мичигана и Массачусетса ), юг Мексики, Вест-Индия, Центральная Америка, Южная Америка
- Helanthium zombiense (Jérémie) Lehtonen & Myllys— Ямайка, остров Гваделупа